# La culpa (telenovela)
La culpa es una telenovela mexicana producida por Yuri Breña y Pinkye Morris en 1996 para la productora mexicana Televisa. Protagonizada por Tiaré Scanda y Raúl Araiza Herrera con las participaciones antagónicas de los primeros actores Manuel Ojeda y Pedro Armendáriz, Jr., con las actuaciones estelares de Alma Muriel, Julieta Egurrola, Ana Martín y Delia Casanova. También fue otra telenovela de ese año en ser recortada de capítulos por no tener la audiencia esperada, debido al gran impacto que tuvo su competencia la televisora del Ajusco Televisión Azteca.

## Argumento
Isabel, hija adoptiva de Mariano y Andrea Lagarde, conoce a Miguel, hijo de un excampeón de boxeo, de clase media pero con un futuro brillante. Los dos se enamoran perdidamente, pero Miguel se ve involucrado en el accidente en el que muere Juana Inés, la hermana de Isabel, y Mariano trata de destruir al joven para hacer justicia. 
Los dos jóvenes se verán obligados a dejar atrás el amor y la lealtad hacia sus padres para encontrar al verdadero culpable.

## Elenco
- Tiaré Scanda - Isabel Lagarde Montero
- Raúl Araiza Herrera - Miguel Nava Molina
- Manuel Ojeda - Mariano Lagarde
- Alma Muriel - Andrea Montero de Lagarde
- Pedro Armendáriz, Jr.† - Tomás Mendizábal
- Delia Casanova - Graciela
- Julieta Egurrola - Irma Molina de Nava
- Manuel "Flaco" Ibáñez - Raúl Nava
- Ana Martín - Cuquita Acuña de Mendizábal
- Alfonso Iturralde - Rafael Montalvo
- Mario Iván Martínez - Dr. Castellar
- Bruno Bichir - Adolfo Mendizábal
- Oscar Uriel - Alejandro Mendoza
- Gabriela Araujo - Miriam
- Germán Gutiérrez - Víctor
- Zaide Silvia Gutiérrez - Nemoria
- Evangelina Sosa - Paty
- Tina Romero - Lorena
- Alicia Montoya† - Manuela
- Juan Verduzco - Director Universidad
- Adriana Barraza - Trabajadora Social
- Raúl Macías - Ratón
- Gabriela Platas - Blanca
- Ivette Proal - Edith
- Bárbara Ferré - Claudia
- Paula Sánchez - Juana Inés Lagarde Montero
- Mauricio Aspe - Toño
- Eduardo Schillinsky - Javier
- Gustavo Navarro - Franco
- Eric del Castillo - Lic. Yllades
- Zoraida Gómez - Ceci
- María Fernanda Malo - Lulú
- Silvia Contreras - Conchita
- Linda Elizabeth - Rocío
- Yamil Atala - Lucas
- Ricardo D'León - Matías
- Claudia Elisa Aguilar - Enedina
- Antonio Muñiz - Ricky
- Héctor Sánchez - Felipe
- Ramón Coriat - Pedro
- Socorro de la Campa - Felicia
- Luis Reynoso - Justino
- Jonathan Herrera - Tino
- Monserrat Mora - Bebé de Nemoria
- Juan Ramón del Castillo - Tobías
- Evelyn Solares - Vecina de Nemoria
- Marco Antonio Zetina - Dr. de la Fuente
- Carlos Ramírez - Lic. Marín
- Seraly Morales - Secretaria
- Tony Marcin - Connie
- Eduardo Cáceres - Molina
- Adriana Strauss - Periodista
- Miguel Ángel Gandarela - Reportero
- Alejandra Murga - Comentarista
- Floribel Alejandre - Queta
- Rubén Gondray - Ministerio Público
- Sofía Olivia Cruz - Tere
- Evangelina Martínez - Madre Elvira
- Rafael Horta - Actuario
- Marco Antonio Novelo - Vigilante
- Paola Flores - Portera
- Lucía Muñoz - Religiosa
- Tara Parra - Presidenta Damas Voluntarias
- Alejandro del Castillo - Capitán de meseros
- Mónica García - Edecán
- Oscar D'Motta - Patrullero #1
- Samuel Gallegos - Patrullero #2
- Manuel Benítez - Octavio
- Flor Trujillo - Dra. Gómez
- Clarissa Rendón - Enfermera #1
- Ángeles López - Enfermera #2
- Gloria Solache - Enfermera #3
- Alea Yólotl - Recepcionista
- Jesús Betanzos - Policía #1
- Pablo Abitia - Roger
- Eduardo Von - Paramédico #1
- Armando Quiñonez - Paramédico #2
- Roberto Meza - Paramédico #3
- Gustavo Cosain - Patrullero #3
- Alejandro Ávila - Judicial
- Cristina Camino - Vecina #1
- Ángeles Yáńez - Vecina #2
- Norma Guerra - Recepcionista
- Fabrizio Mersini - Periodista
- Jaime Gerner - Entrenador
- Miguel Valles - Profesor #1
- Miguel López - Profesor #2
- Rubén Morales - Ministerio Público
- Juan Felipe Preciado - Juez
- Brenda Zachaz - Secretaria
- Gabriela Baig - Secretaria de Montalvo
- Abril Campillo - Socorro
- Marco Antonio Muñiz - El Mismo
- María Eugenia Ríos - Lolita
- Zoraya Ferret - Empleada del Hotel
- Claudia Rojo - Argüello
- Oscar Morelli - Lic. Salgado
- Alejandro Alemán - Icaza
- Claudia Silva - Ivonne
- Jacqueline Voltaire - Annette
- Fernando Sarfatti - Antonio
- Jeanette Candiani

## Producción
- Idea original y guion - Nora Alemán
- Edición literaria - Marco García
- Música original – Manuel Alejandro
- Tema de entrada - “Amor total”
- Intérprete – Emmanuel
- Escenografía y ambientación - Mirsa Paz y Patricia de Vincenzo
- Diseño de vestuario - Lina Salazar, Juan Manuel Martínez
- Coordinación general de producción - Celia Arvizu
- Asistente Administrativo de producción - Monica Garcia Lobo
- Edición - Brígido Herrera, Luis Zúñiga
- Director de cámaras adjunto en foro y locaciones - Boris Breña
- Director de escena adjunto – César Castro
- Director de fotografía - Héctor García “Fito”
- Director de cámaras - Carlos Guerra V.
- Director de escena - Heriberto López de Anda
- Productor asociado - Pinkye Morris
- Productor - Yuri Breña

## Versiones
- La volvieron a retransmitir de septiembre a noviembre de 2004 por TLNovelas.
- El productor Carlos Sotomayor produjo y realizó otra versión para el mercado anglosajón en el idioma inglés de esta telenovela titulada The guilt el mismo año de La culpa. La telenovela fue dirigida por Denis Donnely y protagonizada por Beverly Adams y June Chandler.